# Áton
Áton, Aton ou Aten é um neter Egípcio da teosofia conhecida como Atonismo na cidade de Amarna. Historicamente, o primeiro caso de monoteísmo, reconhecido como tal pelos historiadores, foi o culto do faraó Amenhotep IV ou Akhenaton ao deus Aton. "Aton vivo, não há outro exceto ele!", disse o faraó. O monoteísmo é a base central da crença Monoteísta adotada por diversas religiões como o Judaísmo, Cristianismo, Islamismo, etc..

Segundo a egiptologia moderna, o culto a Aton não é o resultado de uma simples reforma religiosa, ou de um indivíduo em determinado período, mas um processo de mentalidade que ocorreu em um longo espaço de tempo na História, onde Aton é o fruto da metamorfose do deus Ra, e consequentemente alcança a supremacia entre os deuses. As primeiras menções do nome do deus Aton é encontrada por volta da XII dinastia.

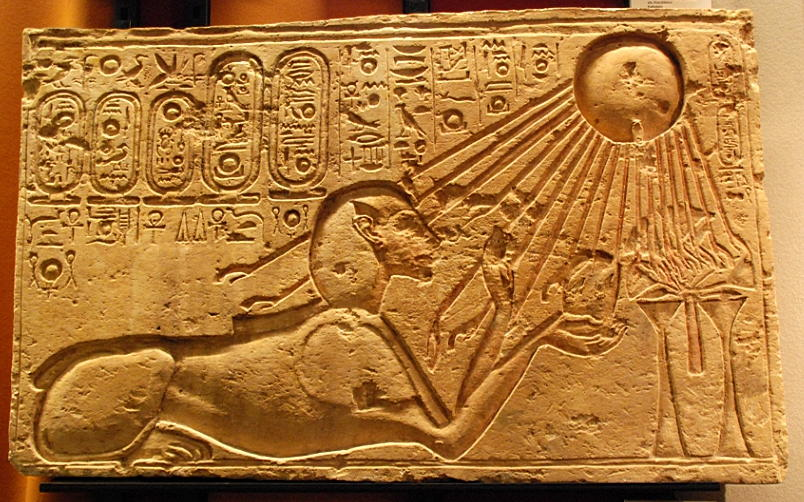
Akhenaton na forma de uma esfinge adorando a Aton. Cartucho esquerdo com os nomes de Aton e Akhenaton.

O deus do sol Aton ganhou grande notoriedade no reinado de Amenhotep III, quando ele ainda era retratado como um homem com cabeça de falcão. Durante o reinado de seu sucessor Amenhotep IV, Aton tornou-se a principal divindade do Estado Egípcio. Depois disso, Amenhotep IV mudou seu nome para Aquenáton ( "agradável Aton"), para mostrar a sua estreita relação com esta divindade.
No reino do faraó Aquenáton, o deus Áton era representado como um disco solar, fonte de energia da vida terrena, cujo símbolo dos raios terminavam como mãos que seguravam a chave do Ankh.

## Nomes derivados de Aton
- Akhenaton: "agrada a Aton"
- Ahetaton: "Horizonte de Aton". A cidade capital construída por Akhenaton, localizada na região conhecida como Amarna.
- Anhesenpaaton: "Sua vida é Aton"
- Baketaton: "Servo de Aton"
- Merytaton: "Meu Aton favorito"
- Meketaton: "O que olha para Aton"
- Neferneferuaton: «O mais bonita do Aten"
- Tutankhaton: "Viver à semelhança de Aton"Referências

1. ↑  Akhenaton apud Maj Sandman, Texts from the of Akhenaton. [S.l.: s.n.] p. 7
2. ↑  Reza, Aslan (2017). God: A Human History. New York: Random House. p. 90-92. ISBN 978-85-378-1765-0
3. ↑  Oliveira, Leonel, ed. (1997), «Áton», Nova Enciclopédia Larousse, ISBN 972-42-1476-1, 3, Lisboa: Círculo de Leitores
4. ↑  Wilkinson, Richard H. (2003).  Os Deuses completos e deusas do antigo Egito.  Thames & Hudson.  pp.  236-240
5. ↑  Cyril Aldred, Akhenaton o Faraó do Sol, Newton & Compton.
6. ↑  Collier, o Mark e Manley, por Bill. Para a leitura egípcia Como Hieróglifos: 2nd Edition é.  Berkeley: University of California Press, 1998, p.  29